# László Csatáry
László Csizsik Csatáry (Mány, 4 marzo 1915 – Budapest, 10 agosto 2013) è stato un criminale di guerra ungherese nazista, condannato a morte in contumacia nel 1948 da un tribunale cecoslovacco.
Nel 2012, il suo nome è stato inserito nella lista del Centro Simon Wiesenthal dei criminali di guerra nazisti più ricercati.

## Biografia
Csatáry nacque a Mány nel 1915. Nel 1944 fu assistente del comandante della polizia reale ungherese nella città di Kassa in Ungheria (oggi Košice in Slovacchia). Fu accusato di aver organizzato la deportazione di circa 15 700 ebrei ad Auschwitz e di aver esercitato in modo disumano la sua autorità nel campo di lavoro forzato. Fu anche accusato di aver brutalizzato gli abitanti della città.
Fu condannato in contumacia per crimini di guerra in Cecoslovacchia nel 1948 e condannato a morte. Fuggì in Canada nel 1949, affermando di essere un cittadino jugoslavo, stabilendosi a Montreal, dove divenne un mercante d'arte. È diventato cittadino canadese nel 1955. Nel 1997, la sua cittadinanza canadese è stata revocata dal governo federale per aver mentito sulla sua domanda di cittadinanza. Ha lasciato il paese due mesi dopo, ma non è mai stato accusato di crimini di guerra in Canada. Su di lui è stato effettuato un ampio controllo senza trovarne prove.
Nel 2012, Csatáry si trovava a Budapest, in Ungheria, sulla base di una segnalazione ricevuta dal Centro Simon Wiesenthal nel settembre 2011. Il suo indirizzo è stato pubblicato dai giornalisti di The Sun nel luglio 2012. Secondo quanto riferito, è stato arrestato il 18 luglio 2012 dalle autorità ungheresi per essere interrogato. Il 30 luglio 2012, il ministro della Giustizia slovacco Tomáš Borec ha annunciato che la Slovacchia era pronta a perseguire Csatáry e ha chiesto all'Ungheria di estradarlo.
Un fascicolo preparato dal Centro Simon Wiesenthal su Csatáry lo implicava nella deportazione di trecento persone da Kassa nel 1941. Nell'agosto 2012 l'ufficio del procuratore di Budapest fece cadere le accuse, affermando che Csatáry non era a Kassa in quel momento e non aveva il grado sufficiente per organizzare i trasporti. Nel gennaio 2013 la polizia slovacca aveva trovato un testimone per corroborare altre accuse relative alla deportazione di 15 700 ebrei da Kassa dal maggio 1944.
La Cecoslovacchia aveva abolito la pena di morte nel 1990. Di conseguenza, il 28 marzo 2013, il tribunale distrettuale slovacco di Košice ha modificato il verdetto del 1948 nel caso di Csatáry dalla pena di morte all'ergastolo.

### Morte
Csatáry è morto il 10 agosto 2013 di polmonite in un ospedale di Budapest, all'età di 98 anni. Secondo il quotidiano Bors, Csatáry era ricoverato da molto tempo.
Efraim Zuroff, direttore del Centro Simon Wiesenthal, ha dichiarato di essere "profondamente deluso" dal fatto che Csatáry sia morto senza essere stati processato.

## Le accuse per i crimini di guerra
Il 18 giugno 2013, i pubblici ministeri ungheresi hanno accusato Csatáry di crimini di guerra, affermando di aver abusato degli ebrei e di aver contribuito a deportare gli ebrei ad Auschwitz durante la seconda guerra mondiale. Un portavoce dell'ufficio del procuratore capo di Budapest ha dichiarato: "È accusato di esecuzione illegale e tortura di persone, (quindi) di aver commesso crimini di guerra in parte come autore, in parte come complice".
L'alta corte di Budapest ha sospeso il suo caso l'8 luglio 2013, perché "Csatáry era già stato condannato per i crimini inclusi nel procedimento, nell'ex Cecoslovacchia nel 1948". La corte ha anche aggiunto che è necessario esaminare come la condanna a morte del 1948 potrebbe essere applicata nella pratica legale ungherese.

## Reazioni
Efraim Zuroff, direttore del Simon Wiesenthal Center, ha dichiarato in merito alla sua scoperta:
Yishayahu Schachar, sopravvissuto ebreo che incontrò Csatáry, disse:
László Karsai, uno storico ungherese dell'Olocausto e figlio di un sopravvissuto all'Olocausto, ha dichiarato: